# Lijst van olympische medaillewinnaars schietsport
De schietsport is een van de sporten die op de Olympische Spelen worden beoefend. Deze pagina geeft de lijst van olympische medaillewinnaars in deze sport.

## Mannen / Open

### Luchtpistool 10 meter
| Editie | Goud | Goud             | Zilver | Zilver                | Brons | Brons           |
| ------ | ---- | ---------------- | ------ | --------------------- | ----- | --------------- |
| 1988   | BUL  | Tanjoe Kirjakov  | USA    | Erich Buljung         | CHN   | Xu Haifeng      |
| 1992   | CHN  | Wang Yifu        | EUN    | Sergej Pyzjanov       | ROU   | Sorin Babii     |
| 1996   | ITA  | Roberto Di Donna | CHN    | Wang Yifu             | BUL   | Tanjoe Kirjakov |
| 2000   | FRA  | Franck Dumoulin  | CHN    | Wang Yifu             | BLR   | Igor Basinski   |
| 2004   | CHN  | Wang Yifu        | RUS    | Michail Nestroejev    | RUS   | Vladimir Isakov |
| 2008   | CHN  | Pang Wei         | KOR    | Jin Jong-oh           | USA   | Jason Turner    |
| 2012   | KOR  | Jin Jong-oh      | ITA    | Luca Tesconi          | SRB   | Andrija Zlatić  |
| 2016   | VIE  | Hoàng Xuân Vinh  | BRA    | Felipe Almeida Wu     | CHN   | Pang Wei        |
| 2020   | IRI  | Javad Foroughi   | SRB    | Damir Mikec           | CHN   | Pang Wei        |
| 2024   | CHN  | Xie Yu           | ITA    | Federico Nilo Maldini | ITA   | Paolo Monna     |

| Land | Goud | Zilver | Brons |
| ---- | ---- | ------ | ----- |
| CHN  | 4    | 2      | 3     |
| ITA  | 1    | 2      | 1     |
| KOR  | 1    | 1      | 0     |
| BUL  | 1    | 0      | 1     |
| FRA  | 1    | 0      | 0     |
| IRI  | 1    | 0      | 0     |
| VIE  | 1    | 0      | 0     |
| RUS  | 0    | 1      | 1     |
| SRB  | 0    | 1      | 1     |
| USA  | 0    | 1      | 1     |
| BRA  | 0    | 1      | 0     |
| EUN  | 0    | 1      | 0     |
| BLR  | 0    | 0      | 1     |
| ROU  | 0    | 0      | 1     |

Meervoudige medaillewinnaars
| Succesvolste                                                           | Meervoudige |
| ---------------------------------------------------------------------- | ----------- |
| 2-2-0 Wang Yifu 1-1-0 Jin Jong-oh 1-0-2 Pang Wei 1-0-1 Tanjoe Kirjakov |             |

### Snelvuurpistool 25 meter
1912-1920: Duelpistool, 30 meter
| Editie | Goud | Goud                | Zilver | Zilver                     | Brons | Brons                 |
| ------ | ---- | ------------------- | ------ | -------------------------- | ----- | --------------------- |
| 1896   | GRE  | Ioannis Phrangoudis | GRE    | Georgios Orphanidis        | DEN   | Holger Nielsen        |
| 1900   | FRA  | Maurice Larrouy     | FRA    | Léon Moreaux               | FRA   | Eugène Balme          |
|        |      |                     |        |                            |       |                       |
| 1912   | USA  | Alfred Lane         | SWE    | Paul Palén                 | SWE   | Johan von Holst       |
| 1920   | BRA  | Guilherme Paraense  | USA    | Raymond Bracken            | SUI   | Fritz Zulauf          |
| 1924   | USA  | Henry Bailey        | SWE    | Vilhelm Carlberg           | FIN   | Lennart Hannelius     |
| 1932   | ITA  | Renzo Morigi        | GER    | Heinz Hax                  | ITA   | Domenico Matteucci    |
| 1936   | GER  | Cornelius van Oyen  | GER    | Heinz Hax                  | SWE   | Torsten Ullman        |
| 1948   | HUN  | Károly Takács       | ARG    | Carlos Díaz Sáenz Valiente | SWE   | Sven Lundqvist        |
| 1952   | HUN  | Károly Takács       | HUN    | Szilárd Kun                | ROU   | Gheorghe Lichiardopol |
| 1956   | ROU  | Ştefan Petrescu     | URS    | Jevgeni Tsjerkasov         | ROU   | Gheorghe Lichiardopol |
| 1960   | USA  | William McMillan    | FIN    | Pentti Linnosvuo           | URS   | Aleksandr Zabelin     |
| 1964   | FIN  | Pentti Linnosvuo    | ROU    | Ion Tripşa                 | TCH   | Lubomír Nácovský      |
| 1968   | POL  | Józef Zapędzki      | ROU    | Marcel Roşca               | URS   | Renart Suleimanov     |
| 1972   | POL  | Józef Zapędzki      | TCH    | Ladislav Falta             | URS   | Viktor Torsjin        |
| 1976   | GDR  | Norbert Klaar       | GDR    | Jürgen Wiefel              | ITA   | Roberto Ferraris      |
| 1980   | ROU  | Corneliu Ion        | GDR    | Jürgen Wiefel              | AUT   | Gerhard Petritsch     |
| 1984   | JPN  | Takeo Kamachi       | ROU    | Corneliu Ion               | FIN   | Rauno Bies            |
| 1988   | URS  | Afanasijs Kuzmins   | GDR    | Ralf Schumann              | HUN   | Zoltán Kovács         |
| 1992   | GER  | Ralf Schumann       | LAT    | Afanasijs Kuzmins          | EUN   | Vladimir Vokhmianin   |
| 1996   | GER  | Ralf Schumann       | BUL    | Emil Milev                 | KAZ   | Vladimir Vokhmianin   |
| 2000   | RUS  | Sergej Alifirenko   | SUI    | Michel Ansermet            | ROU   | Iulian Raicea         |
| 2004   | GER  | Ralf Schumann       | RUS    | Sergej Poljakov            | RUS   | Sergej Alifirenko     |
| 2008   | UKR  | Oleksandr Petriv    | GER    | Ralf Schumann              | GER   | Christian Reitz       |
| 2012   | CUB  | Leuris Pupo         | IND    | Vijay Kumar                | CHN   | Ding Feng             |
| 2016   | GER  | Christian Reitz     | FRA    | Jean Quiquampoix           | CHN   | Li Yuehong            |
| 2020   | FRA  | Jean Quiquampoix    | CUB    | Leuris Pupo                | CHN   | Li Yuehong            |
| 2024   | CHN  | Li Yuehong          | KOR    | Cho Yeong-jae              | CHN   | Wang Xinjie           |

| Land | Goud | Zilver | Brons |
| ---- | ---- | ------ | ----- |
| GER  | 5    | 3      | 1     |
| USA  | 3    | 1      | 0     |
| ROU  | 2    | 3      | 3     |
| FRA  | 2    | 2      | 1     |
| HUN  | 2    | 1      | 1     |
| POL  | 2    | 0      | 0     |
| GDR  | 1    | 3      | 0     |
| URS  | 1    | 1      | 3     |
| FIN  | 1    | 1      | 2     |
| RUS  | 1    | 1      | 1     |
| CUB  | 1    | 1      | 0     |
| GRE  | 1    | 1      | 0     |
| CHN  | 1    | 0      | 4     |
| ITA  | 1    | 0      | 2     |
| BRA  | 1    | 0      | 0     |
| JPN  | 1    | 0      | 0     |
| UKR  | 1    | 0      | 0     |
| SWE  | 0    | 2      | 3     |
| SUI  | 0    | 1      | 1     |
| TCH  | 0    | 1      | 1     |
| ARG  | 0    | 1      | 0     |
| BUL  | 0    | 1      | 0     |
| KOR  | 0    | 1      | 0     |
| LAT  | 0    | 1      | 0     |
| IND  | 0    | 1      | 0     |
| AUT  | 0    | 0      | 1     |
| DEN  | 0    | 0      | 1     |
| EUN  | 0    | 0      | 1     |
| KAZ  | 0    | 0      | 1     |

Meervoudige medaillewinnaars
| Succesvolste | Meervoudige                                                                                 |
| --- | ------------------------------------------------------------------------------------------- |
| 3-2-0 / Ralf Schumann 2-0-0 Károly Takács 2-0-0 Józef Zapędzki 1-1-0 Corneliu Ion 1-1-0 / Afanasijs Kuzmins 1-1-0 Pentti Linnosvuo 1-1-0 Leuris Pupo 1-1-0 Jean Quiquampoix 1-0-2 Li Yuehong 1-0-1 Sergej Alifirenko 1-0-1 Christian Reitz | 0-2-0 Jürgen Wiefel 0-2-0 Heinz Hax 0-0-2 Gheorghe Lichiardopol 0-0-2 / Vladimir Vokhmianin |

### Kleinkalibergeweer 50 meter, drie houdingen
| Editie | Goud | Goud               | Zilver | Zilver               | Brons | Brons                |
| ------ | ---- | ------------------ | ------ | -------------------- | ----- | -------------------- |
| 1952   | NOR  | Erling Kongshaug   | FIN    | Vilho Ylönen         | URS   | Boris Andrejev       |
| 1956   | URS  | Anatoli Bogdanov   | TCH    | Otakar Hořínek       | SWE   | John Sundberg        |
| 1960   | URS  | Viktor Sjamboerkin | URS    | Marat Nijazov        | EUA   | Klaus Zähringer      |
| 1964   | USA  | Lones Wigger       | BUL    | Velitsjko Velitsjkov | HUN   | László Hammerl       |
| 1968   | FRG  | Bernd Klingner     | USA    | John Writer          | URS   | Viktor Parkhimovitsj |
| 1972   | USA  | John Writer        | USA    | Lanny Bassham        | GDR   | Werner Lippoldt      |
| 1976   | USA  | Lanny Bassham      | USA    | Margaret Murdock     | FRG   | Werner Seibold       |
| 1980   | URS  | Viktor Vlasov      | GDR    | Bernd Hartstein      | SWE   | Sven Johansson       |
| 1984   | GBR  | Malcolm Cooper     | SUI    | Daniel Nipkow        | GBR   | Alister Allan        |
| 1988   | GBR  | Malcolm Cooper     | GBR    | Alister Allan        | URS   | Kirill Ivanov        |
| 1992   | EUN  | Gratsja Petikjan   | USA    | Robert Foth          | JPN   | Ryohei Koba          |
| 1996   | FRA  | Jean-Pierre Amat   | KAZ    | Sergej Beljajev      | AUT   | Wolfram Waibel       |
| 2000   | SLO  | Rajmond Debevec    | FIN    | Juha Hirvi           | NOR   | Harald Stenvaag      |
| 2004   | CHN  | Jia Zhanbo         | USA    | Michael Anti         | AUT   | Christian Planer     |
| 2008   | CHN  | Jian Qiu           | UKR    | Joeri Soechoroekov   | SLO   | Rajmond Debevec      |
| 2012   | ITA  | Niccolò Campriani  | KOR    | Kim Jong-hyun        | USA   | Matthew Emmons       |
| 2016   | ITA  | Niccolò Campriani  | RUS    | Sergej Kamenskij     | FRA   | Alexis Raynaud       |
| 2020   | CHN  | Zhang Changhong    | ROC    | Sergej Kamenskij     | SRB   | Milenko Sebić        |
| 2024   | CHN  | Liu Yukun          | UKR    | Serhi Koelisj        | IND   | Swapnil Kusale       |

| Land | Goud | Zilver | Brons |
| ---- | ---- | ------ | ----- |
| CHN  | 4    | 0      | 0     |
| USA  | 3    | 5      | 1     |
| URS  | 3    | 1      | 3     |
| GBR  | 2    | 1      | 1     |
| ITA  | 2    | 0      | 0     |
| FRA  | 1    | 0      | 1     |
| FRG  | 1    | 0      | 1     |
| NOR  | 1    | 0      | 1     |
| SLO  | 1    | 0      | 1     |
| EUN  | 1    | 0      | 0     |
| FIN  | 0    | 2      | 0     |
| UKR  | 0    | 2      | 0     |
| GDR  | 0    | 1      | 1     |
| BUL  | 0    | 1      | 0     |
| KAZ  | 0    | 1      | 0     |
| RUS  | 0    | 1      | 0     |
| ROC  | 0    | 1      | 0     |
| KOR  | 0    | 1      | 0     |
| SUI  | 0    | 1      | 0     |
| TCH  | 0    | 1      | 0     |
| AUT  | 0    | 0      | 2     |
| SWE  | 0    | 0      | 2     |
| EUA  | 0    | 0      | 1     |
| IND  | 0    | 0      | 1     |
| HUN  | 0    | 0      | 1     |
| JPN  | 0    | 0      | 1     |
| SRB  | 0    | 0      | 1     |

Meervoudige medaillewinnaars
| Succesvolste                                                                                             | Meervoudige                                  |
| --- | -------------------------------------------- |
| 2-0-0 Niccolò Campriani 2-0-0 Malcolm Cooper 1-1-0 Lanny Bassham 1-1-0 John Writer 1-0-1 Rajmond Debevec | 0-2-0 / Sergej Kamenskij 0-1-1 Alister Allan |

### Luchtgeweer 10 meter
| Editie | Goud | Goud                   | Zilver | Zilver              | Brons | Brons                |
| ------ | ---- | ---------------------- | ------ | ------------------- | ----- | -------------------- |
| 1984   | FRA  | Philippe Hébérle       | AUT    | Andreas Kronthaler  | GBR   | Barry Dagger         |
| 1988   | YUG  | Goran Maksimović       | FRA    | Nicolas Berthelot   | FRG   | Johann Riederer      |
| 1992   | EUN  | Joeri Fedkin           | FRA    | Franck Badiou       | GER   | Johann Riederer      |
| 1996   | RUS  | Artjom Chadzjibekov    | AUT    | Wolfram Waibel      | FRA   | Jean-Pierre Amat     |
| 2000   | CHN  | Cai Yalin              | RUS    | Artjom Chadzjibekov | RUS   | Jevgeni Alejnikov    |
| 2004   | CHN  | Zhu Qinan              | CHN    | Li Jie              | SVK   | Jozef Gönci          |
| 2008   | IND  | Abhinav Bindra         | CHN    | Zhu Qinan           | FIN   | Henri Häkkinen       |
| 2012   | ROU  | Alin George Moldoveanu | ITA    | Niccolò Campriani   | IND   | Gagan Narang         |
| 2016   | ITA  | Niccolò Campriani      | UKR    | Sergej Koelisj      | RUS   | Vladimir Maslennikov |
| 2020   | USA  | William Shaner         | CHN    | Sheng Lihao         | CHN   | Yang Haoran          |
| 2024   | CHN  | Sheng Lihao            | SWE    | Victor Lindgren     | CRO   | Miran Maričić        |

| Land | Goud | Zilver | Brons |
| ---- | ---- | ------ | ----- |
| CHN  | 3    | 3      | 1     |
| FRA  | 1    | 2      | 1     |
| RUS  | 1    | 1      | 2     |
| ITA  | 1    | 1      | 0     |
| IND  | 1    | 0      | 1     |
| EUN  | 1    | 0      | 0     |
| ROU  | 1    | 0      | 0     |
| USA  | 1    | 0      | 0     |
| YUG  | 1    | 0      | 0     |
| AUT  | 0    | 2      | 0     |
| UKR  | 0    | 1      | 0     |
| SWE  | 0    | 1      | 0     |
| CRO  | 0    | 0      | 1     |
| FIN  | 0    | 0      | 1     |
| FRG  | 0    | 0      | 1     |
| GBR  | 0    | 0      | 1     |
| GER  | 0    | 0      | 1     |
| SVK  | 0    | 0      | 1     |

Meervoudige medaillewinnaars
| Succesvolste                                                                        | Meervoudige             |
| ----------------------------------------------------------------------------------- | ----------------------- |
| 1-1-0 Sheng Lihao 1-1-0 Niccolò Campriani 1-1-0 Artjom Chadzjibekov 1-1-0 Zhu Qinan | 0-0-2 / Johann Riederer |

### Skeet
| Editie | Goud | Goud                 | Zilver | Zilver                 | Brons | Brons                 |
| ------ | ---- | -------------------- | ------ | ---------------------- | ----- | --------------------- |
| 1968   | URS  | Jevgeni Petrov       | ITA    | Romano Garagnani       | FRG   | Konrad Wirnhier       |
| 1972   | FRG  | Konrad Wirnhier      | URS    | Jevgeni Petrov         | GDR   | Michael Buchheim      |
| 1976   | TCH  | Josef Panáček        | NED    | Eric Swinkels          | POL   | Wiesław Gawlikowski   |
| 1980   | DEN  | Hans Kjeld Rasmussen | SWE    | Lars-Göran Carlsson    | CUB   | Roberto Castrillo     |
| 1984   | USA  | Matthew Dryke        | DEN    | Ole Riber Rasmussen    | ITA   | Luca Scribani Rossi   |
| 1988   | GDR  | Axel Wegner          | CHI    | Alfonso de Iruarrizaga | ESP   | Jorge Guardiola Hay   |
| 1992   | CHN  | Zhang Shan           | PER    | Juan Giha Yarur        | ITA   | Bruno Rossetti        |
| 1996   | ITA  | Ennio Falco          | POL    | Mirosław Rzepkowski    | ITA   | Andrea Benelli        |
| 2000   | UKR  | Mykola Miltsjev      | CZE    | Petr Málek             | USA   | James Graves          |
| 2004   | ITA  | Andrea Benelli       | FIN    | Marko Kemppainen       | CUB   | Juan Miguel Rodríguez |
| 2008   | USA  | Vincent Hancock      | NOR    | Tore Brovold           | FRA   | Anthony Terras        |
| 2012   | USA  | Vincent Hancock      | DEN    | Anders Golding         | QAT   | Nasser Al-Attiyah     |
| 2016   | ITA  | Gabriele Rossetti    | SWE    | Marcus Svensson        | IOA   | Abdullah Al-Rashidi   |
| 2020   | USA  | Vincent Hancock      | DEN    | Jesper Hansen          | KUW   | Abdullah Al-Rashidi   |
| 2024   | USA  | Vincent Hancock      | USA    | Conner Prince          | TPE   | Lee Meng-yuan         |

| Land | Goud | Zilver | Brons |
| ---- | ---- | ------ | ----- |
| USA  | 5    | 1      | 1     |
| ITA  | 3    | 3      | 1     |
| DEN  | 1    | 3      | 0     |
| URS  | 1    | 1      | 0     |
| FRG  | 1    | 0      | 1     |
| GDR  | 1    | 0      | 1     |
| CHN  | 1    | 0      | 0     |
| TCH  | 1    | 0      | 0     |
| UKR  | 1    | 0      | 0     |
| SWE  | 0    | 2      | 0     |
| POL  | 0    | 1      | 1     |
| CHI  | 0    | 1      | 0     |
| CZE  | 0    | 1      | 0     |
| FIN  | 0    | 1      | 0     |
| NED  | 0    | 1      | 0     |
| NOR  | 0    | 1      | 0     |
| PER  | 0    | 1      | 0     |
| CUB  | 0    | 0      | 2     |
| IOA  | 0    | 0      | 1     |
| KUW  | 0    | 0      | 1     |
| ESP  | 0    | 0      | 1     |
| FRA  | 0    | 0      | 1     |
| QAT  | 0    | 0      | 1     |
| TPE  | 0    | 0      | 1     |

Meervoudige medaillewinnaars
| Succesvolste                                                                          | Meervoudige                 |
| ------------------------------------------------------------------------------------- | --------------------------- |
| 4-0-0 Vincent Hancock 1-1-0 Jevgeni Petrov 1-0-1 Andrea Benelli 1-0-1 Konrad Wirnhier | 0-0-2 / Abdullah Al-Rashidi |

### Trap
| Editie | Goud | Goud                | Zilver | Zilver                | Brons | Brons                 |
| ------ | ---- | ------------------- | ------ | --------------------- | ----- | --------------------- |
| 1900   | FRA  | Roger de Barbarin   | BEL    | René Guyot            | FRA   | Justinien de Clary    |
| 1908   | CAN  | Walter Ewing        | CAN    | George Beattie        | GBR   | Alexander Maunder     |
| 1912   | USA  | James Graham        | GER    | Alfred Goeldel        | RUS   | Harry Blau            |
| 1920   | USA  | Mark Arie           | USA    | Frank Troeh           | USA   | Frank Wright          |
| 1924   | HUN  | Gyula Halasy        | FIN    | Konrad Huber          | USA   | Frank Hughes          |
|        |      |                     |        |                       |       |                       |
| 1952   | CAN  | George Genereux     | SWE    | Knut Holmqvist        | SWE   | Hans Liljedahl        |
| 1956   | ITA  | Galliano Rossini    | POL    | Adam Smelczyński      | ITA   | Alessandro Ciceri     |
| 1960   | ROU  | Ion Dumitrescu      | ITA    | Galliano Rossini      | URS   | Sergej Kalinin        |
| 1964   | ITA  | Ennio Mattarelli    | URS    | Pavel Senitsjev       | USA   | William Morris        |
| 1968   | GBR  | John Braithwaite    | USA    | Thomas Garrigus       | GDR   | Kurt Czekalla         |
| 1972   | ITA  | Angelo Scalzone     | FRA    | Michel Carrega        | ITA   | Silvano Basagni       |
| 1976   | USA  | Donald Haldeman     | POR    | Armando Silva Marques | ITA   | Ubaldesco Baldi       |
| 1980   | ITA  | Luciano Giovannetti | URS    | Roestam Jamboelatov   | GDR   | Jörg Damme            |
| 1984   | ITA  | Luciano Giovannetti | PER    | Francisco Boza        | USA   | Daniel Carlisle       |
| 1988   | URS  | Dmitri Monakov      | TCH    | Miroslav Bednařík     | BEL   | Frans Peeters         |
| 1992   | TCH  | Petr Hrdlička       | JPN    | Kazumi Watanabe       | ITA   | Marco Venturini       |
| 1996   | AUS  | Michael Diamond     | USA    | Joshua Lakatos        | USA   | Lance Bade            |
| 2000   | AUS  | Michael Diamond     | GBR    | Ian Peel              | ITA   | Giovanni Pellielo     |
| 2004   | RUS  | Alexey Alipov       | ITA    | Giovanni Pellielo     | AUS   | Adam Vella            |
| 2008   | CZE  | David Kostelecký    | ITA    | Giovanni Pellielo     | RUS   | Alexey Alipov         |
| 2012   | CRO  | Giovanni Cernogoraz | ITA    | Massimo Fabbrizi      | KUW   | Fehaid Aldeehani      |
| 2016   | CRO  | Josip Glasnović     | ITA    | Giovanni Pellielo     | GBR   | Edward Ling           |
| 2020   | CZE  | Jiří Lipták         | CZE    | David Kostelecký      | GBR   | Matthew Coward-Holley |
| 2024   | GBR  | Nathan Hales        | CHN    | Qi Ying               | GUA   | Jean Pierre Brol      |

| Land | Goud | Zilver | Brons |
| ---- | ---- | ------ | ----- |
| ITA  | 5    | 5      | 5     |
| USA  | 3    | 3      | 5     |
| GBR  | 2    | 1      | 3     |
| CAN  | 2    | 1      | 0     |
| CZE  | 2    | 1      | 0     |
| AUS  | 2    | 0      | 1     |
| CRO  | 2    | 0      | 0     |
| FRA  | 1    | 2      | 1     |
| URS  | 1    | 2      | 1     |
| TCH  | 1    | 1      | 0     |
| RUS  | 1    | 0      | 2     |
| HUN  | 1    | 0      | 0     |
| ROU  | 1    | 0      | 0     |
| SWE  | 0    | 1      | 1     |
| CHN  | 0    | 1      | 0     |
| FIN  | 0    | 1      | 0     |
| GER  | 0    | 1      | 0     |
| JPN  | 0    | 1      | 0     |
| PER  | 0    | 1      | 0     |
| POL  | 0    | 1      | 0     |
| POR  | 0    | 1      | 0     |
| GDR  | 0    | 0      | 2     |
| BEL  | 0    | 0      | 1     |
| GUA  | 0    | 0      | 1     |
| KUW  | 0    | 0      | 1     |

Meervoudige medaillewinnaars
| Succesvolste | Meervoudige             |
| --- | ----------------------- |
| 2-0-0 Michael Diamond 2-0-0 Luciano Giovannetti 1-1-0 David Kostelecký 1-1-0 Galliano Rossini 1-0-1 Alexey Alipov | 0-3-1 Giovanni Pellielo |

## Vrouwen

### Luchtpistool 10 meter
| Editie | Goud | Goud                           | Zilver | Zilver                         | Brons | Brons               |
| ------ | ---- | ------------------------------ | ------ | ------------------------------ | ----- | ------------------- |
| 1988   | YUG  | Jasna Šekarić                  | URS    | Nino Saloekvadze               | URS   | Marina Dobrantsjeva |
| 1992   | EUN  | Marina Logvinenko-Dobrantsjeva | IOP    | Jasna Šekarić                  | BUL   | Maria Grozdeva      |
| 1996   | RUS  | Olga Klotsjneva                | RUS    | Marina Logvinenko-Dobrantsjeva | BUL   | Maria Grozdeva      |
| 2000   | CHN  | Tao Luna                       | YUG    | Jasna Šekarić                  | AUS   | Annemarie Forder    |
| 2004   | UKR  | Olena Kostevytsj               | SCG    | Jasna Šekarić                  | BUL   | Maria Grozdeva      |
| 2008   | CHN  | Guo Wenjun                     | RUS    | Natalia Paderina               | GEO   | Nino Saloekvadze    |
| 2012   | CHN  | Guo Wenjun                     | FRA    | Céline Goberville              | UKR   | Olena Kostevytsj    |
| 2016   | CHN  | Zhang Mengxue                  | RUS    | Vitalina Batsarasjkina         | GRE   | Anna Korakaki       |
| 2020   | ROC  | Vitalina Batsarasjkina         | BUL    | Antoaneta Kostadinova          | CHN   | Jiang Ranxin        |
| 2024   | KOR  | Oh Ye-jin                      | KOR    | Kim Ye-ji                      | IND   | Manu Bhaker         |

| Land | Goud | Zilver | Brons |
| ---- | ---- | ------ | ----- |
| CHN  | 4    | 0      | 1     |
| RUS  | 1    | 3      | 0     |
| KOR  | 1    | 1      | 0     |
| YUG  | 1    | 1      | 0     |
| UKR  | 1    | 0      | 1     |
| EUN  | 1    | 0      | 0     |
| ROC  | 1    | 0      | 0     |
| BUL  | 0    | 1      | 3     |
| URS  | 0    | 1      | 1     |
| FRA  | 0    | 1      | 0     |
| IOP  | 0    | 1      | 0     |
| SCG  | 0    | 1      | 0     |
| AUS  | 0    | 0      | 1     |
| IND  | 0    | 0      | 1     |
| GEO  | 0    | 0      | 1     |
| GRE  | 0    | 0      | 1     |

Meervoudige medaillewinnaars
| Succesvolste | Meervoudige                                   |
| --- | --------------------------------------------- |
| 2-0-0 Guo Wenjun 1-3-0 / Jasna Šekarić 1-1-1 / Marina Logvinenko-Dobrantsjeva 1-1-0 / Vitalina Batsarasjkina 1-0-1 Olena Kostevytsj | 0-1-1 / Nino Saloekvadze 0-0-3 Maria Grozdeva |

### Sportpistool 25 meter
| Editie | Goud | Goud                           | Zilver | Zilver               | Brons | Brons                          |
| ------ | ---- | ------------------------------ | ------ | -------------------- | ----- | ------------------------------ |
| 1984   | CAN  | Linda Thom                     | USA    | Ruby Fox             | AUS   | Patricia Dench                 |
| 1988   | URS  | Nino Saloekvadze               | JPN    | Tomoko Hasegawa      | YUG   | Jasna Šekarić                  |
| 1992   | EUN  | Marina Logvinenko-Dobrantsjeva | CHN    | Li Duihong           | MGL   | Munkhbayar Dorjsuren           |
| 1996   | CHN  | Li Duihong                     | BUL    | Diana Jorgova        | RUS   | Marina Logvinenko-Dobrantsjeva |
| 2000   | BUL  | Maria Grozdeva                 | CHN    | Tao Luna             | BLR   | Lolita Jevglevskaja            |
| 2004   | BUL  | Maria Grozdeva                 | CZE    | Lenka Hyková         | AZE   | Irada Asjoemova                |
| 2008   | CHN  | Chen Ying                      | MGL    | Gundegmaa Otryad     | GER   | Munkhbayar Dorjsuren           |
| 2012   | KOR  | Kim Jang-mi                    | CHN    | Chen Ying            | UKR   | Olena Kostevytsj               |
| 2016   | GRE  | Anna Korakaki                  | GER    | Monika Karsch        | SUI   | Heidi Diethelm Gerber          |
| 2020   | ROC  | Vitalina Batsarasjkina         | KOR    | Kim Min-jung         | CHN   | Xiao Jiaruixuan                |
| 2024   | KOR  | Yang Ji-in                     | FRA    | Camille Jedrzejewski | HUN   | Veronika Major                 |

| Land | Goud | Zilver | Brons |
| ---- | ---- | ------ | ----- |
| CHN  | 2    | 3      | 1     |
| BUL  | 2    | 1      | 0     |
| KOR  | 2    | 1      | 0     |
| CAN  | 1    | 0      | 0     |
| EUN  | 1    | 0      | 0     |
| GRE  | 1    | 0      | 0     |
| ROC  | 1    | 0      | 0     |
| URS  | 1    | 0      | 0     |
| GER  | 0    | 1      | 1     |
| MGL  | 0    | 1      | 1     |
| CZE  | 0    | 1      | 0     |
| FRA  | 0    | 1      | 0     |
| JPN  | 0    | 1      | 0     |
| USA  | 0    | 1      | 0     |
| AUS  | 0    | 0      | 1     |
| AZE  | 0    | 0      | 1     |
| BLR  | 0    | 0      | 1     |
| HUN  | 0    | 0      | 1     |
| RUS  | 0    | 0      | 1     |
| SUI  | 0    | 0      | 1     |
| UKR  | 0    | 0      | 1     |
| YUG  | 0    | 0      | 1     |

Meervoudige medaillewinnaars
| Succesvolste                                                                                 | Meervoudige                  |
| -------------------------------------------------------------------------------------------- | ---------------------------- |
| 2-0-0 Maria Grozdeva 1-1-0 Chen Ying 1-1-0 Li Duihong 1-0-1 / Marina Logvinenko-Dobrantsjeva | 0-0-2 / Munkhbayar Dorjsuren |

### Kleinkalibergeweer 50 meter, drie houdingen
| Editie | Goud | Goud                  | Zilver | Zilver                  | Brons | Brons                   |
| ------ | ---- | --------------------- | ------ | ----------------------- | ----- | ----------------------- |
| 1984   | CHN  | Wu Xiaoxuan           | FRG    | Ulrike Holmer           | USA   | Wanda Jewell            |
| 1988   | FRG  | Sylvia Sperber        | BUL    | Vessela Letsjeva        | URS   | Valentina Tsjerkassova  |
| 1992   | USA  | Launi Meili           | BUL    | Nonka Matova            | POL   | Małgorzata Książkiewicz |
| 1996   | YUG  | Aleksandra Ivošev     | RUS    | Irina Gerasimenok       | POL   | Renata Mauer            |
| 2000   | POL  | Renata Mauer-Różańska | RUS    | Tatjana Goldobina       | RUS   | Maria Feklistova        |
| 2004   | RUS  | Ljoebov Galkina       | ITA    | Valentina Turisini      | CHN   | Wang Chengyi            |
| 2008   | CHN  | Du Li                 | CZE    | Kateřina Emmons-Kůrková | CUB   | Eglis Yaima Cruz        |
| 2012   | USA  | Jamie Lynn Gray       | SRB    | Ivana Maksimović        | CZE   | Adéla Sýkorová          |
| 2016   | GER  | Barbara Engleder      | CHN    | Zhang Binbin            | CHN   | Du Li                   |
| 2020   | SUI  | Nina Christen         | ROC    | Joelia Zykova           | ROC   | Joelia Karimova         |
| 2024   | SUI  | Chiara Leone          | USA    | Sagen Maddalena         | CHN   | Zhang Qiongyue          |

| Land | Goud | Zilver | Brons |
| ---- | ---- | ------ | ----- |
| CHN  | 2    | 1      | 3     |
| USA  | 2    | 1      | 1     |
| SUI  | 2    | 0      | 0     |
| RUS  | 1    | 2      | 1     |
| FRG  | 1    | 1      | 0     |
| POL  | 1    | 0      | 2     |
| GER  | 1    | 0      | 0     |
| YUG  | 1    | 0      | 0     |
| BUL  | 0    | 2      | 0     |
| CZE  | 0    | 1      | 1     |
| ROC  | 0    | 1      | 1     |
| ITA  | 0    | 1      | 0     |
| SRB  | 0    | 1      | 0     |
| CUB  | 0    | 0      | 1     |
| URS  | 0    | 0      | 1     |

Meervoudige medaillewinnaars
| Succesvolste                            | Meervoudige |
| --------------------------------------- | ----------- |
| 1-0-1 Du Li 1-0-1 Renata Mauer-Różańska |             |

### Luchtgeweer 10 meter
| Editie | Goud | Goud                    | Zilver | Zilver               | Brons | Brons             |
| ------ | ---- | ----------------------- | ------ | -------------------- | ----- | ----------------- |
| 1984   | USA  | Pat Spurgin             | ITA    | Edith Gufler         | CHN   | Wu Xiaoxuan       |
| 1988   | URS  | Irina Sjilova           | FRG    | Sylvia Sperber       | URS   | Anna Maloekhina   |
| 1992   | KOR  | Yeo Kab-soon            | BUL    | Vessela Letsjeva     | IOP   | Aranka Binder     |
| 1996   | POL  | Renata Mauer            | GER    | Petra Horneber       | YUG   | Aleksandra Ivošev |
| 2000   | USA  | Nancy Johnson           | KOR    | Kang Cho-hyun        | CHN   | Gao Jing          |
| 2004   | CHN  | Du Li                   | RUS    | Ljoebov Galkina      | CZE   | Kateřina Kůrková  |
| 2008   | CZE  | Kateřina Emmons-Kůrková | RUS    | Ljoebov Galkina      | CRO   | Snjezana Pejcic   |
| 2012   | CHN  | Yi Siling               | POL    | Sylwia Bogacka       | CHN   | Yu Dan            |
| 2016   | USA  | Virginia Thrasher       | CHN    | Du Li                | CHN   | Yi Siling         |
| 2020   | CHN  | Yang Qian               | ROC    | Anastasija Galasjina | SUI   | Nina Christen     |
| 2024   | KOR  | Ban Hyo-jin             | CHN    | Huang Yuting         | SUI   | Audrey Gogniat    |

| Land | Goud | Zilver | Brons |
| ---- | ---- | ------ | ----- |
| CHN  | 3    | 2      | 4     |
| USA  | 3    | 0      | 0     |
| KOR  | 2    | 1      | 0     |
| POL  | 1    | 1      | 0     |
| CZE  | 1    | 0      | 1     |
| URS  | 1    | 0      | 1     |
| RUS  | 0    | 2      | 0     |
| BUL  | 0    | 1      | 0     |
| FRG  | 0    | 1      | 0     |
| GER  | 0    | 1      | 0     |
| ITA  | 0    | 1      | 0     |
| SUI  | 0    | 0      | 2     |
| ROC  | 0    | 1      | 0     |
| CRO  | 0    | 0      | 1     |
| YUG  | 0    | 0      | 1     |
| IOP  | 0    | 0      | 1     |

Meervoudige medaillewinnaars
| Succesvolste                                              | Meervoudige           |
| --------------------------------------------------------- | --------------------- |
| 1-1-0 Du Li 1-0-1 Kateřina Emmons-Kůrková 1-0-1 Yi Siling | 0-2-0 Ljoebov Galkina |

### Skeet
| Editie | Goud | Goud                    | Zilver | Zilver           | Brons | Brons                   |
| ------ | ---- | ----------------------- | ------ | ---------------- | ----- | ----------------------- |
| 2000   | AZE  | Zemfira Meftachetdinova | RUS    | Svetlana Djomina | HUN   | Diana Igaly             |
| 2004   | HUN  | Diana Igaly             | CHN    | Wei Ning         | AZE   | Zemfira Meftachetdinova |
| 2008   | ITA  | Chiara Cainero          | USA    | Kimberly Rhode   | GER   | Christine Brinker       |
| 2012   | USA  | Kimberly Rhode          | CHN    | Wei Ning         | SVK   | Danka Barteková         |
| 2016   | ITA  | Diana Bacosi            | ITA    | Chiara Cainero   | USA   | Kimberly Rhode          |
| 2020   | USA  | Amber English           | ITA    | Diana Bacosi     | CHN   | Wei Meng                |
| 2024   | CHI  | Francisca Crovetto      | GBR    | Amber Rutter     | USA   | Austen Smith            |

| Land | Goud | Zilver | Brons |
| ---- | ---- | ------ | ----- |
| ITA  | 2    | 2      | 0     |
| USA  | 2    | 1      | 2     |
| AZE  | 1    | 0      | 1     |
| HUN  | 1    | 0      | 1     |
| CHI  | 1    | 0      | 0     |
| CHN  | 0    | 2      | 1     |
| GBR  | 0    | 1      | 0     |
| RUS  | 0    | 1      | 0     |
| GER  | 0    | 0      | 1     |
| SVK  | 0    | 0      | 1     |

Meervoudige medaillewinnaars
| Succesvolste                                                                                                 | Meervoudige    |
| --- | -------------- |
| 1-1-1 Kimberly Rhode 1-1-0 Diana Bacosi 1-1-0 Chiara Cainero 1-0-1 Diana Igaly 1-0-1 Zemfira Meftachetdinova | 0-2-0 Wei Ning |

### Trap
| Editie | Goud | Goud                     | Zilver | Zilver             | Brons | Brons                 |
| ------ | ---- | ------------------------ | ------ | ------------------ | ----- | --------------------- |
| 2000   | LTU  | Daina Gudzinevičiūtė     | FRA    | Delphine Racinet   | CHN   | Gao E                 |
| 2004   | AUS  | Suzanne Balogh           | ESP    | María Quintanal    | KOR   | Lee Bo-na             |
| 2008   | FIN  | Satu Mäkelä-Nummela      | SVK    | Zuzana Štefečeková | USA   | Corey Cogdell         |
| 2012   | ITA  | Jessica Rossi            | SVK    | Zuzana Štefečeková | FRA   | Delphine Reau-Racinet |
| 2016   | AUS  | Catherine Skinner        | NZL    | Natalie Rooney     | USA   | Corey Cogdell         |
| 2020   | SVK  | Zuzana Rehák-Štefečeková | USA    | Kayle Browning     | SMR   | Alessandra Perilli    |
| 2024   | GUA  | Adriana Ruano            | ITA    | Silvana Stanco     | AUS   | Penny Smith           |

| Land | Goud | Zilver | Brons |
| ---- | ---- | ------ | ----- |
| AUS  | 2    | 0      | 1     |
| SVK  | 1    | 2      | 0     |
| ITA  | 1    | 1      | 0     |
| FIN  | 1    | 0      | 0     |
| GUA  | 1    | 0      | 0     |
| LTU  | 1    | 0      | 0     |
| USA  | 0    | 1      | 2     |
| FRA  | 0    | 1      | 1     |
| ESP  | 0    | 1      | 0     |
| NZL  | 0    | 1      | 0     |
| CHN  | 0    | 0      | 1     |
| KOR  | 0    | 0      | 1     |
| SMR  | 0    | 0      | 1     |

Meervoudige medaillewinnaars
| Succesvolste                   | Meervoudige                                     |
| ------------------------------ | ----------------------------------------------- |
| 1-2-0 Zuzana Rehák-Štefečeková | 0-1-1 Delphine Reau-Racinet 0-0-2 Corey Cogdell |

## Gemengd team

### Luchtpistool 10 meter
| Editie | Goud | Goud                        | Zilver | Zilver                                   | Brons | Brons                            |
| ------ | ---- | --------------------------- | ------ | ---------------------------------------- | ----- | -------------------------------- |
| 2020   | CHN  | Jiang Ranxin Pang Wei       | ROC    | Vitalina Batsarasjkina Artem Tsjernousov | UKR   | Olena Kostevytsj Oleg Omeltsjoek |
| 2024   | SRB  | Zorana Arunović Damir Mikec | TUR    | Şevval İlayda Tarhan Yusuf Dikeç         | IND   | Manu Bhaker Sarabjot Singh       |

| Land | Goud | Zilver | Brons |
| ---- | ---- | ------ | ----- |
| CHN  | 1    | 0      | 0     |
| SRB  | 1    | 0      | 0     |
| ROC  | 0    | 1      | 0     |
| TUR  | 0    | 1      | 0     |
| IND  | 0    | 0      | 1     |
| UKR  | 0    | 0      | 1     |

### Luchtgeweer 10 meter
| Editie | Goud | Goud                     | Zilver | Zilver                                | Brons | Brons                           |
| ------ | ---- | ------------------------ | ------ | ------------------------------------- | ----- | ------------------------------- |
| 2020   | CHN  | Yang Qian Yang Haoran    | USA    | Mary Carolynn Tucker Lucas Kozeniesky | ROC   | Joelia Karimova Sergej Kamenski |
| 2024   | CHN  | Huang Yuting Sheng Lihao | KOR    | Keum Ji-hyeon Park Ha-jun             | KAZ   | Alexandra Le Islam Satpayev     |

| Land | Goud | Zilver | Brons |
| ---- | ---- | ------ | ----- |
| CHN  | 2    | 0      | 0     |
| USA  | 0    | 1      | 0     |
| KOR  | 0    | 1      | 0     |
| ROC  | 0    | 0      | 1     |
| KAZ  | 0    | 0      | 1     |

### Skeet
| Editie | Goud | Goud                           | Zilver | Zilver                       | Brons | Brons                    |
| ------ | ---- | ------------------------------ | ------ | ---------------------------- | ----- | ------------------------ |
| 2024   | ITA  | Diana Bacosi Gabriele Rossetti | USA    | Austen Smith Vincent Hancock | CHN   | Jiang Yiting Lyu Jianlin |

| Land | Goud | Zilver | Brons |
| ---- | ---- | ------ | ----- |
| ITA  | 1    | 0      | 0     |
| USA  | 0    | 1      | 0     |
| CHN  | 0    | 0      | 1     |

### Trap
| Editie | Goud                  | Goud                            | Zilver                | Zilver                              | Brons                 | Brons                             |
| ------ | --------------------- | ------------------------------- | --------------------- | ----------------------------------- | --------------------- | --------------------------------- |
| 2020   | ESP                   | Fátima Gálvez Alberto Fernández | SMR                   | Alessandra Perilli Gian Marco Berti | USA                   | Madelynn Ann Bernau Brian Burrows |
| 2024   | niet op het programma | niet op het programma           | niet op het programma | niet op het programma               | niet op het programma | niet op het programma             |

| Land | Goud | Zilver | Brons |
| ---- | ---- | ------ | ----- |
| ESP  | 1    | 0      | 0     |
| SMR  | 0    | 1      | 0     |
| USA  | 0    | 0      | 1     |

## Afgevoerde onderdelen

### Mannen

#### 1896-1924
| Editie | Onderdeel                                         | Goud | Goud                                                                                               | Zilver | Zilver | Brons           | Brons |
| ------ | ------------------------------------------------- | ---- | -------------------------------------------------------------------------------------------------- | ------ | --- | --------------- | --- |
| 1896   | Militair pistool 25 m                             | USA  | John Paine                                                                                         | USA    | Sumner Paine                                                                                              | GRE             | Nikolaos Morakis                                                                                            |
| 1896   | Militair geweer 200 m                             | GRE  | Pantelis Karasevdas                                                                                | GRE    | Pavlos Pavlidis                                                                                           | GRE             | Nicolaos Trikupis                                                                                           |
|        |                                                   |      | |        | |                 | |
| 1900   | Militair pistool 50 m team                        | SUI  | Friedrich Lüthi Paul Probst Louis-Marcel Richardet Karl Röderer Konrad Stäheli                     | FRA    | Louis Duffoy Maurice Lecoq Léon Moreaux Achille Paroche Trinité                                           | NED             | Solko van den Bergh Dirk Boest Gips Antonius Bouwens Henrik Sillem Anthony Sweijs                           |
| 1900   | Militair geweer 300 m, drie houdingen team        | SUI  | Franz Böckli Alfred Grütter Emil Kellenberger Louis-Marcel Richardet Konrad Stäheli                | NOR    | Olaf Frydenlund Hellmer Hermandsen Ole Østmo Ole Sæther Tom Seeberg                                       | FRA             | Auguste Cavadini Maurice Lecoq Léon Moreaux Achille Paroche René Thomas                                     |
| 1900   | Militair geweer 300 m, knielend                   | SUI  | Konrad Stäheli                                                                                     | SUI    | Emil Kellenberger                                                                                         |                 | |
| 1900   | Militair geweer 300 m, knielend                   | SUI  | Konrad Stäheli                                                                                     | DEN    | Anders Peter Nielsen                                                                                      |                 | |
| 1900   | Militair geweer 300 m, liggend                    | FRA  | Achille Paroche                                                                                    | DEN    | Anders Peter Nielsen                                                                                      | NOR             | Ole Østmo                                                                                                   |
| 1900   | Militair geweer 300 m, staand                     | DEN  | Lars Jørgen Madsen                                                                                 | NOR    | Ole Østmo                                                                                                 | BEL             | Charles Paumier                                                                                             |
|        |                                                   |      | |        | |                 | |
| 1908   | Vrij pistool 50 yards team                        | USA  | Charles Axtell Irving Calkins John Dietz James Gorman                                              | BEL    | René Englebert Charles Paumier du Verger Réginald Storms Paul Van Asbroeck                                | GBR             | Geoffrey Coles Walter Ellicott Henry Lynch-Staunton Jesse Wallingford                                       |
| 1908   | Kleinkalibergeweer 50+100 yard                    | GBR  | Arthur Carnell                                                                                     | GBR    | Harold Humby                                                                                              | GBR             | George Barnes                                                                                               |
| 1908   | Kleinkalibergeweer 50+100 yard team               | GBR  | Edward Amoore Harold Humby Maurice Matthews William Pimm                                           | SWE    | Eric Carlberg Wilhelm Carlberg Johann Hübner von Holst Frans-Albert Schartau                              | FRA             | Henri Bonnefoy Paul Colas Léon Lécuyer André Regaud                                                         |
| 1908   | Kleinkalibergeweer 25 yard, bewegend doel         | GBR  | John Fleming                                                                                       | GBR    | Maurice Matthews                                                                                          | GBR             | William Marsden                                                                                             |
| 1908   | Kleinkalibergeweer 25 yard, verdwijnend doel      | GBR  | William Styles                                                                                     | GBR    | Harold Hawkins                                                                                            | GBR             | Edward Amoore                                                                                               |
| 1908   | Militairgeweer 1000 yard                          | GBR  | Joshua Millner                                                                                     | USA    | Kellogg Casey                                                                                             | GBR             | Maurice Blood                                                                                               |
| 1908   | Militairgeweer 200/500/600/800/900/1000 yard team | USA  | Charles Benedict Kellogg Casey Ivan Eastman William Leuschner William Martin Charles Winder        | GBR    | Arthur Fulton John Martin Harcourt Ommundsen William Padgett Philip Richardson Fleetwood Varley           | CAN             | Charles Crowe William Eastcott S. Harry Kerr Dugald McInnis William Smith Bruce Williams                    |
| 1908   | Vrij geweer 300 m, drie houdingen team            | NOR  | Julius Braathe Gudbrand Skatteboe Albert Helgerud Einar Liberg Olaf Sæter Ole Sæther               | SWE    | Per-Olof Arvidsson Janne Gustafsson Axel Jansson Gustaf Adolf Jonsson Claës Rundberg Gustav-Adolf Sjöberg | FRA             | Eugène Balme Raoul de Boigne Albert Courquin Léon Johnson Maurice Lecoq André Parmentier                    |
| 1908   | Lopend hert, enkelschot                           | SWE  | Oscar Swahn                                                                                        | GBR    | Ted Ranken                                                                                                | GBR             | Alexander Rogers                                                                                            |
| 1908   | Lopend hert, enkelschot team                      | SWE  | Arvid Knöppel Ernst Rosell Alfred Swahn Oscar Swahn                                                | GBR    | Walter Ellicott William Lane-Joynt Charles Nix Ted Ranken                                                 | niet uitgereikt | niet uitgereikt                                                                                             |
| 1908   | Lopend hert, dubbelschot                          | USA  | Walter Winans                                                                                      | GBR    | Ted Ranken                                                                                                | SWE             | Oscar Swahn                                                                                                 |
| 1908   | Trap team                                         | GBR  | Peter Easte Alexander Maunder Frank Moore Charles Palmer James Pike John Postans                   | CAN    | George Beattie Walter Ewing Mylie Fletcher Donald McMackon George Vivian Arthur Westover                  | GBR             | John Butt Harold Creasey Richard Hutton William Morris Gerald Skinner George Whitaker                       |
|        |                                                   |      | |        | |                 | |
| 1912   | Duelpistool 30 m team                             | SWE  | Eric Carlberg Vilhelm Carlberg Johan van Holst Paul Palén                                          | RUS    | Amos Kasj Nikolai Melnitski Grigori Pantelejmonov Pavel Voilosjnikov                                      | GBR             | Hugh Durant Albert Kempster Horatio Poulter Charles Stewart                                                 |
| 1912   | Vrij pistool 50 m team                            | USA  | John Dietz Peter Dolfen Alfred Lane Henry Sears                                                    | SWE    | Erik Boström Eric Carlberg Vilhelm Carlberg Georg de Laval                                                | GBR             | Hugh Durant Albert Kempster Horatio Poulter Charles Stewart                                                 |
| 1912   | Kleinkalibergeweer 25 m                           | SWE  | Gustaf Carlberg                                                                                    | SWE    | Johan von Holst                                                                                           | SWE             | Gideon Ericsson                                                                                             |
| 1912   | Kleinkalibergeweer 25 m team                      | SWE  | Gustav Boivie Eric Carlberg Vilhelm Carlberg Johan von Holst                                       | GBR    | William Milne Joseph Pepé William Pimm William Styles                                                     | USA             | Frederick Hird William Leuschner William McDonnell Warren Sprout                                            |
| 1912   | Kleinkalibergeweer 50 m team                      | GBR  | Edward Lessimore Robert Murray Joseph Pepé William Pimm                                            | SWE    | Eric Carlberg Vilhelm Carlberg Arthur Nordenswan Ruben Örtegren                                           | USA             | Frederick Hird William Leuschner Carl Osburn Warren Sprout                                                  |
| 1912   | Militairgeweer 300 m, drie houdingen              | HUN  | Sándor Prokopp                                                                                     | USA    | Carl Osburn                                                                                               | NOR             | Engebret Skogen                                                                                             |
| 1912   | Militairgeweer 600 m                              | FRA  | Paul Colas                                                                                         | USA    | Carl Osburn                                                                                               | USA             | John Jackson                                                                                                |
| 1912   | Militairgeweer 200/400/500/600 m team             | USA  | Harry Adams Allan Briggs Cornelius Burdette John Jackson Carl Osburn Warren Sprout                 | GBR    | Henry Burr Arthur Fulton Harcourt Ommundsen Edward Parnell James Reid Edward Skilton                      | SWE             | Carl Björkman Tönnes Björkman Mauritz Eriksson Verner Jernström Carl Johansson Bernhard Larsson             |
| 1912   | Vrij geweer 300 m, drie houdingen team            | SWE  | Carl Björkman Erik Blomqvist Mauritz Eriksson Carl Johansson Gustaf Adolf Jonsson Bernhard Larsson | NOR    | Albert Helgerud Einar Liberg Östen Östensen Olaf Sæther Ole Sæther Gudbrand Skatteboe                     | DEN             | Niels Andersen Jens Hajslund Laurits Larsen Niels Larsen Lars Madsen Ole Olsen                              |
| 1912   | Lopend hert, enkelschot                           | SWE  | Alfred Swahn                                                                                       | SWE    | Åke Lundeberg                                                                                             | FIN             | Nestori Toivonen                                                                                            |
| 1912   | Lopend hert, enkelschot team                      | SWE  | Per-Olof Arvidsson Åke Lundeberg Alfred Swahn Oscar Swahn                                          | USA    | William Leuschner William Libbey William McDonnell Walter Winans                                          | FIN             | Axel Londen Ernst Rosenqvist Nestori Toivonen Iivar Väänänen                                                |
| 1912   | Lopend hert, dubbelschot                          | SWE  | Åke Lundeberg                                                                                      | SWE    | Edward Benedicks                                                                                          | SWE             | Oscar Swahn                                                                                                 |
| 1912   | Trap team                                         | USA  | Charles Billings Edward Gleason James Graham Frank Hall John Hendrickson Ralph Spotts              | GBR    | John Butt William Grosvenor Harry Humby Alexander Maunder Charles Palmer George Whitaker                  | GER             | Erich Graf von Bernstorff Alfred Goeldel Horst Goeldel Erland Koch Albert Preuß Franz von Zedlitz und Leipe |
|        |                                                   |      | |        | |                 | |
| 1920   | Duelpistool 30 m team                             | USA  | Carl Frederick Louis Harant Michael Kelly Alfred Lane James Snook                                  | GRE    | Georgios Moraitinis Iason Sappas Alexandros Theofilakis Ioannis Theofilakis Alexandros Vrasivanopoulos    | SUI             | Gustave Amoudruz Hans Egli Domenico Giambonini Joseph Jehle Fritz Zulauf                                    |
| 1920   | Vrij pistool 50 m team                            | USA  | Raymond Bracken Carl Frederick Michael Kelly Alfred Lane James Snook                               | SWE    | Anders Andersson Gunnar Gabrielsson Sigvard Hultcrantz Anders Andersson Casimir Reuterskiöld              | BRA             | Dario Barbosa Afrânio da Costa Guilherme Paraense Fernando Soledade Sebastião Wolf                          |
| 1920   | Kleinkalibergeweer 50 m team                      | USA  | Dennis Fenton Willis Lee Lawrence Nuesslein Arthur Rothrock Gunnery Schriver                       | SWE    | Olle Ericsson Sigvard Hultcrantz Leon Lagerlöf Per Erik Ohlsson Ragnar Stare                              | NOR             | Albert Helgerud Sigvart Johansen Anton Olsen Østen Østensen Olaf Sletten                                    |
| 1920   | Militair geweer 300m, drie houdingen team         | USA  | Dennis Fenton Morris Fisher Willis Lee Carl Osburn Lloyd Spooner                                   | NOR    | Albert Helgerud Otto Olsen Østen Østensen Gudbrand Skatteboe Olaf Sletten                                 | SUI             | Gustave Amoudruz Ulrich Fahrner Fritz Kuchen Werner Schneeberger Bernhard Siegenthaler                      |
| 1920   | Militair geweer 300m, liggend                     | NOR  | Otto Olsen                                                                                         | FRA    | Léon Johnson                                                                                              | SUI             | Fritz Kuchen                                                                                                |
| 1920   | Militair geweer 300m, liggend team                | USA  | Morris Fisher Joseph Jackson Willis Lee Carl Osburn Lloyd Spooner                                  | FRA    | Léon Johnson André Parmentier Achille Paroche Georges Roes Emile Rumeau                                   | FIN             | Voitto Kolho Kalle Lappalainen Veli Nieminen Vilho Vauhkonen Magnus Wegelius                                |
| 1920   | Militair geweer 300m, staand                      | USA  | Carl Osburn                                                                                        | DEN    | Lars Madsen                                                                                               | USA             | Lawrence Nuesslein                                                                                          |
| 1920   | Militair geweer 300m, staand team                 | DEN  | Niels Larsen Lars Madsen Anders Nielsen Anders Petersen Erik Sætter-Lassen                         | USA    | Thomas Brown Willis Lee Lawrence Nuesslein Carl Osburn Lloyd Spooner                                      | SWE             | Olle Ericsson Mauritz Eriksson Walfried Hellman Carl Johansson Leon Lagerlöf                                |
| 1920   | Militair geweer 300+600 m, liggend, team          | USA  | Joseph Jackson Willis Lee Carl Osburn Gunnery Schriver Lloyd Spooner                               | NOR    | Albert Helgerud Otto Olsen Jakob Onsrud Østen Østensen Olaf Sletten                                       | SUI             | Eugene Addor Joseph Jehle Fritz Kuchen Werner Schneeberger Weibel                                           |
| 1920   | Militair geweer 600 m, liggend                    | SWE  | Carl Johansson                                                                                     | SWE    | Mauritz Eriksson                                                                                          | USA             | Lloyd Spooner                                                                                               |
| 1920   | Militair geweer 600 m, liggend team               | USA  | Dennis Fenton Joseph Jackson Willis Lee Gunnery Schriver Lloyd Spooner                             | RSA    | Robert Bodley Ferdinand Buchanan George Harvey Fred Morgan David Smith                                    | SWE             | Erik Blomqvist Mauritz Eriksson Carl Johansson Gustaf Adolf Jonsson Per Erik Ohlsson                        |
| 1920   | Lopend hert, enkelschot                           | NOR  | Otto Olsen                                                                                         | SWE    | Alfred Swahn                                                                                              | NOR             | Harald Natvig                                                                                               |
| 1920   | Lopend hert, enkelschot team                      | NOR  | Einar Liberg Ole Lilloe-Olsen Harald Natvig Hans Nordvik Otto Olsen                                | FIN    | Yrjö Kolho Kalle Lappalainen Toivo Tikkanen Nestori Toivonen Magnus Wegelius                              | USA             | Thomas Brown Willis Lee Lawrence Nuesslein Carl Osburn Lloyd Spooner                                        |
| 1920   | Lopend hert, dubbelschot                          | NOR  | Ole Lilloe-Olsen                                                                                   | SWE    | Fredric Landelius                                                                                         | NOR             | Einar Liberg                                                                                                |
| 1920   | Lopend hert, dubbelschot team                     | NOR  | Thorsten Johansen Einar Liberg Ole Lilloe-Olsen Harald Natvig Hans Nordvik                         | SWE    | Edvard Benedicks Bengt Lagercrantz Fredric Landelius Alfred Swahn Oscar Swahn                             | FIN             | Yrjö Kolho Toivo Tikkanen Nestori Toivonen Vilho Vauhkonen Magnus Wegelius                                  |
| 1920   | Trap team                                         | USA  | Mark Arie Horace Bonser Jay Clark Forest McNeir Frank Troeh Frank Wright                           | BEL    | Albert Bosquet Joseph Cogels Emile Dupont Edouard Fesinger Henri Quersin Louis van Tilt                   | SWE             | Per Kinde Fredric Landelius Erik Lundqvist Karl Richter Erik Sökjer-Petersén Alfred Swahn                   |
|        |                                                   |      | |        | |                 | |
| 1924   | Vrij geweer 600 m                                 | USA  | Morris Fisher                                                                                      | USA    | Carl Osburn                                                                                               | DEN             | Niels Larsen                                                                                                |
| 1924   | Vrij geweer 400/600/800 m team                    | USA  | Raymond Coulter Joseph Crockett Morris Fisher Sidney Hinds Walter Stokes                           | FRA    | Paul Colas Albert Courquin Pierre Hardy Georges Roes Emile Rumeau                                         | HAI             | Ludovic Augustin Destin Destine Eloi Metullus Astrel Rolland Ludovic Valborge                               |
| 1924   | Lopend hert, enkelschot                           | USA  | John Boles                                                                                         | GBR    | Cyril Mackworth-Praed                                                                                     | NOR             | Otto Olsen                                                                                                  |
| 1924   | Lopend hert, enkelschot team                      | NOR  | Einar Liberg Ole Lilloe-Olsen Harald Natvig Otto Olsen                                             | SWE    | Otto Hultberg Gustav Johansson Fredric Landelius Alfred Swahn                                             | USA             | John Boles Raymond Coulter Dennis Fenton Walter Stokes                                                      |
| 1924   | Lopend hert, dubbelschot                          | NOR  | Ole Lilloe-Olsen                                                                                   | GBR    | Cyril Mackworth-Praed                                                                                     | SWE             | Alfred Swahn                                                                                                |
| 1924   | Lopend hert, dubbelschot team                     | GBR  | Cyril Mackworth-Praed Philip Neame Herbert Perry Allen Whitty                                      | NOR    | Einar Liberg Ole Lilloe-Olsen Harald Natvig Otto Olsen                                                    | SWE             | Axel Ekblom Gustav Johansson Fredric Landelius Alfred Swahn                                                 |
| 1924   | Trap team                                         | USA  | Frederick Etchen Frank Hughes John Noel Clarence Platt Samuel Sharman William Silkworth            | CAN    | William Barnes George Beattie John Black James Montgomery Samuel Newton Samuel Vance                      | FIN             | Werner Ekman Konrad Huber Robert Huber Georg Nordblad Toivo Tikkanen Magnus Wegelius                        |

#### Vrij pistool 50 meter
1900: Militairpistool
1908: 50 yard
| Editie | Goud | Goud                 | Zilver | Zilver               | Brons | Brons                   |
| ------ | ---- | -------------------- | ------ | -------------------- | ----- | ----------------------- |
| 1896   | USA  | Sumner Paine         | DEN    | Holger Nielsen       | GRE   | Ioannis Phrangoudis     |
| 1900   | SUI  | Karl Röderer         | FRA    | Achille Paroche      | SUI   | Konrad Stäheli          |
| 1908   | BEL  | Paul Van Asbroeck    | BEL    | Réginald Storms      | USA   | James Gorman            |
| 1912   | USA  | Alfred Lane          | USA    | Peter Dolfen         | GBR   | Charles Stewart         |
| 1920   | USA  | Karl Frederick       | BRA    | Afrânio da Costa     | USA   | Alfred Lane             |
|        |      |                      |        |                      |       |                         |
| 1936   | SWE  | Torsten Ullman       | GER    | Erich Krempel        | FRA   | Charles des Jammonières |
| 1948   | PER  | Edwin Vásquez        | SUI    | Rudolf Schnyder      | SWE   | Torsten Ullman          |
| 1952   | USA  | Huelet Benner        | ESP    | Angel de León Gozalo | HUN   | Ambrus Balogh           |
| 1956   | FIN  | Pentti Linnosvuo     | URS    | Makhmoed Oemarov     | USA   | Offutt Pinion           |
| 1960   | URS  | Aleksej Goesjtsjin   | URS    | Makhmoed Oemarov     | JPN   | Yoshihisa Yoshikawa     |
| 1964   | FIN  | Väinö Markkanen      | USA    | Franklin Green       | JPN   | Yoshihisa Yoshikawa     |
| 1968   | URS  | Grigori Kosysj       | FRG    | Heinz Mertel         | GDR   | Harald Vollmar          |
| 1972   | SWE  | Ragnar Skanåker      | ROU    | Dan Iuga             | AUT   | Rudolf Dollinger        |
| 1976   | GDR  | Uwe Potteck          | GDR    | Harald Vollmar       | AUT   | Rudolf Dollinger        |
| 1980   | URS  | Aleksandr Melentjev  | GDR    | Harald Vollmar       | BUL   | Ljoebtsjo Diakov        |
| 1984   | CHN  | Xu Haifeng           | SWE    | Ragnar Skanåker      | CHN   | Wang Yifu               |
| 1988   | ROU  | Sorin Babii          | SWE    | Ragnar Skanåker      | URS   | Igor Basinski           |
| 1992   | EUN  | Konstantin Loekasjik | CHN    | Wang Yifu            | SWE   | Ragnar Skanåker         |
| 1996   | RUS  | Boris Kokorev        | BLR    | Igor Basinski        | ITA   | Roberto Di Donna        |
| 2000   | BUL  | Tanjoe Kirjakov      | BLR    | Igor Basinski        | CZE   | Martin Tenk             |
| 2004   | RUS  | Michail Nestroejev   | KOR    | Jin Jong-oh          | PRK   | Kim Jong-su             |
| 2008   | KOR  | Jin Jong-oh          | CHN    | Tan Zongliang        | RUS   | Vladimir Isakov         |
| 2012   | KOR  | Jin Jong-oh          | KOR    | Choi Young-rae       | CHN   | Wang Zhiwei             |
| 2016   | KOR  | Jin Jong-oh          | VIE    | Hoàng Xuân Vinh      | PRK   | Kim Song-guk            |

| Land | Goud | Zilver | Brons |
| ---- | ---- | ------ | ----- |
| USA  | 4    | 2      | 3     |
| URS  | 3    | 2      | 1     |
| KOR  | 3    | 2      | 0     |
| SWE  | 2    | 2      | 2     |
| RUS  | 2    | 0      | 1     |
| FIN  | 2    | 0      | 0     |
| CHN  | 1    | 2      | 2     |
| GDR  | 1    | 2      | 1     |
| SUI  | 1    | 1      | 1     |
| BEL  | 1    | 1      | 0     |
| ROU  | 1    | 1      | 0     |
| BUL  | 1    | 0      | 1     |
| EUN  | 1    | 0      | 0     |
| PER  | 1    | 0      | 0     |
| BLR  | 0    | 2      | 0     |
| FRA  | 0    | 1      | 1     |
| BRA  | 0    | 1      | 0     |
| DEN  | 0    | 1      | 0     |
| ESP  | 0    | 1      | 0     |
| FRG  | 0    | 1      | 0     |
| GER  | 0    | 1      | 0     |
| VIE  | 0    | 1      | 0     |
| AUT  | 0    | 0      | 2     |
| JPN  | 0    | 0      | 2     |
| PRK  | 0    | 0      | 2     |
| CZE  | 0    | 0      | 1     |
| GBR  | 0    | 0      | 1     |
| GRE  | 0    | 0      | 1     |
| HUN  | 0    | 0      | 1     |
| ITA  | 0    | 0      | 1     |

Meervoudige medaillewinnaars
| Succesvolste                                                                   | Meervoudige |
| ------------------------------------------------------------------------------ | --- |
| 3-1-0 Jin Jong-oh 1-2-1 Ragnar Skanåker 1-0-1 Alfred Lane 1-0-1 Torsten Ullman | 0-2-1 / Igor Basinski 0-2-1 Harald Vollmar 0-2-0 Makhmoed Oemarov 0-1-1 Wang Yifu 0-0-2 Rudolf Dollinger 0-0-2 Yoshihisa Yoshikawa |

#### Kleinkalibergeweer 50 meter, liggend
| Editie | Goud | Goud                     | Zilver | Zilver             | Brons | Brons                       |
| ------ | ---- | ------------------------ | ------ | ------------------ | ----- | --------------------------- |
| 1912   | USA  | Frederick Hird           | GBR    | William Milne      | GBR   | Harold Burt                 |
| 1920   | USA  | Lawrence Nuesslein       | USA    | Arthur Rothrock    | USA   | Dennis Fenton               |
| 1924   | FRA  | Pierre Coquelin de Lisle | USA    | Marcus Dinwiddie   | SUI   | Josias Hartmann             |
|        |      |                          |        |                    |       |                             |
| 1932   | SWE  | Bertil Rönnmark          | MEX    | Gustavo Huet       | HUN   | Zoltán Hradetzky-Soós       |
| 1936   | NOR  | Willy Røgeberg           | HUN    | Ralph Berzsenyi    | POL   | Władysław Karaś             |
| 1948   | USA  | Arthur Cook              | USA    | Walter Tomsen      | SWE   | Jonas Jonsson               |
| 1952   | ROU  | Iosif Sîrbu              | URS    | Boris Andrejev     | USA   | Arthur Jackson              |
| 1956   | CAN  | Gerald Ouellette         | URS    | Vassili Borissov   | CAN   | Gilmour Boa                 |
| 1960   | EUA  | Peter Kohnke             | USA    | James Hill         | VEN   | Enrico Forcella Pelliccioni |
| 1964   | HUN  | László Hammerl           | USA    | Lones Wigger       | USA   | Tommy Pool                  |
| 1968   | TCH  | Jan Kůrka                | HUN    | László Hammerl     | NZL   | Ian Ballinger               |
| 1972   | PRK  | Li Ho Jun                | USA    | Victor Auer        | ROU   | Nicolae Rotaru              |
| 1976   | FRG  | Karlheinz Smieszek       | FRG    | Ulrich Lind        | URS   | Gennadi Loesjtsjikov        |
| 1980   | HUN  | Károly Varga             | GDR    | Hellfried Heilfort | BUL   | Petar Zaprjanov             |
| 1984   | USA  | Edward Etzel             | FRA    | Michel Bury        | GBR   | Michael Sullivan            |
| 1988   | TCH  | Miroslav Varga           | KOR    | Cha Young-chul     | HUN   | Attila Záhonyi              |
| 1992   | KOR  | Lee Eun-chul             | NOR    | Harald Stenvaag    | IOP   | Stevan Pletikosić           |
| 1996   | GER  | Christian Klees          | KAZ    | Sergej Beljajev    | SVK   | Jozef Gönci                 |
| 2000   | SWE  | Jonas Edman              | DEN    | Torben Grimmel     | BLR   | Sergej Martynov             |
| 2004   | USA  | Matthew Emmons           | GER    | Christian Lusch    | BLR   | Sergej Martynov             |
| 2008   | UKR  | Artoer Ajvazjan          | USA    | Matthew Emmons     | AUS   | Warren Potent               |
| 2012   | BLR  | Sergei Martynov          | BEL    | Lionel Cox         | SLO   | Rajmond Debevec             |
| 2016   | GER  | Henri Junghänel          | KOR    | Kim Jong-hyun      | RUS   | Kirill Grigorjan            |

| Land | Goud | Zilver | Brons |
| ---- | ---- | ------ | ----- |
| USA  | 5    | 7      | 3     |
| HUN  | 2    | 2      | 2     |
| GER  | 2    | 1      | 0     |
| SWE  | 2    | 0      | 1     |
| TCH  | 2    | 0      | 0     |
| KOR  | 1    | 2      | 0     |
| FRA  | 1    | 1      | 0     |
| FRG  | 1    | 1      | 0     |
| NOR  | 1    | 1      | 0     |
| BLR  | 1    | 0      | 2     |
| CAN  | 1    | 0      | 1     |
| ROU  | 1    | 0      | 1     |
| EUA  | 1    | 0      | 0     |
| PRK  | 1    | 0      | 0     |
| UKR  | 1    | 0      | 0     |
| GBR  | 0    | 1      | 2     |
| URS  | 0    | 1      | 1     |
| BEL  | 0    | 1      | 0     |
| DEN  | 0    | 1      | 0     |
| GDR  | 0    | 1      | 0     |
| KAZ  | 0    | 1      | 0     |
| MEX  | 0    | 1      | 0     |
| AUS  | 0    | 0      | 1     |
| BUL  | 0    | 0      | 1     |
| NZL  | 0    | 0      | 1     |
| POL  | 0    | 0      | 1     |
| RUS  | 0    | 0      | 1     |
| SLO  | 0    | 0      | 1     |
| SUI  | 0    | 0      | 1     |
| SVK  | 0    | 0      | 1     |
| VEN  | 0    | 0      | 1     |
| IOP  | 0    | 0      | 1     |

Meervoudige medaillewinnaars
| Succesvolste                                                    | Meervoudige |
| --------------------------------------------------------------- | ----------- |
| 1-1-0 Matthew Emmons 1-1-0 László Hammerl 1-0-2 Sergej Martynov |             |

#### Lopend hert, 100 meter
| Editie | Goud | Goud             | Zilver | Zilver             | Brons | Brons               |
| ------ | ---- | ---------------- | ------ | ------------------ | ----- | ------------------- |
| 1952   | NOR  | John Larsen      | SWE    | Per Olof Sköldberg | FIN   | Tauno Mäki          |
| 1956   | URS  | Vitali Romanenko | SWE    | Per Olof Sköldberg | URS   | Vladimir Sevrjoegin |

Meervoudige medaillewinnaars
| Meervoudige              |
| ------------------------ |
| 0-2-0 Per Olof Sköldberg |

#### Vrij geweer 300 meter, drie houdingen
| Editie | Goud | Goud                | Zilver | Zilver               | Brons | Brons             |  |
| ------ | ---- | ------------------- | ------ | -------------------- | ----- | ----------------- |  |
| 1896   | GRE  | Georgios Orphanidis | GRE    | Ioannis Phrangoudis  | DEN   | Viggo Jensen      |  |
| 1900   | SUI  | Emil Kellenberger   | DEN    | Anders Peter Nielsen | BEL   | Paul Van Asbroeck |  |
| 1900   | SUI  | Emil Kellenberger   | DEN    | Anders Peter Nielsen | NOR   | Ole Østmo         |  |
|        |      |                     |        |                      |       |                   |  |
| 1908   | NOR  | Albert Helgerud     | USA    | Harry Simon          | NOR   | Ole Sæther        |  |
| 1912   | FRA  | Paul Colas          | DEN    | Lars Madsen          | DEN   | Niels Larsen      |  |
| 1920   | USA  | Morris Fisher       | DEN    | Niels Larsen         | NOR   | Østen Østensen    |  |
|        |      |                     |        |                      |       |                   |  |
| 1948   | SUI  | Emil Grünig         | FIN    | Pauli Janhonen       | NOR   | Willy Røgeberg    |  |
| 1952   | URS  | Anatoli Bogdanov    | SUI    | Robert Bürchler      | URS   | Lev Vainsjtein    |  |
| 1956   | URS  | Vassili Borissov    | URS    | Allan Erdman         | FIN   | Vilho Ylönen      |  |
| 1960   | AUT  | Hubert Hammerer     | SUI    | Hansrüdi Spillman    | URS   | Vassili Borissov  |  |
| 1964   | USA  | Gary Anderson       | URS    | Sjota Kveliasjvili   | USA   | Martin Gunnarsson |  |
| 1968   | USA  | Gary Anderson       | URS    | Vladimir Kornjev     | SUI   | Kurt Müller       |  |
| 1972   | USA  | Lones Wigger        | URS    | Boris Melnik         | HUN   | Lajos Papp        |  |

Meervoudige medaillewinnaars
| Succesvolste                               | Meervoudige        |
| ------------------------------------------ | ------------------ |
| 2-0-0 Gary Anderson 1-0-1 Vassili Borissov | 0-1-1 Niels Larsen |

#### Bewegend doel, 50 meter
| Editie | Goud | Goud             | Zilver | Zilver             | Brons | Brons              |
| ------ | ---- | ---------------- | ------ | ------------------ | ----- | ------------------ |
| 1972   | URS  | Jakov Zjeleznjak | COL    | Helmut Bellingrodt | GBR   | John Kynoch        |
| 1976   | URS  | Aleksandr Gazov  | URS    | Aleksandr Kedjarov | POL   | Jerzy Greszkiewicz |
| 1980   | URS  | Igor Sokolov     | GDR    | Thomas Pfeffer     | URS   | Aleksandr Gazov    |
| 1984   | CHN  | Li Yuwei         | COL    | Helmut Bellingrodt | CHN   | Huang Shiping      |
| 1988   | NOR  | Tor Heiestad     | CHN    | Huang Shiping      | URS   | Gennadi Avramenko  |

Meervoudige medaillewinnaars
| Succesvolste          | Meervoudige                                  |
| --------------------- | -------------------------------------------- |
| 1-0-1 Aleksandr Gazov | 0-2-0 Helmut Bellingrodt 0-1-1 Huang Shiping |

#### Bewegend doel, 10 meter
| Editie | Goud | Goud             | Zilver | Zilver            | Brons | Brons          |
| ------ | ---- | ---------------- | ------ | ----------------- | ----- | -------------- |
| 1992   | GER  | Michael Jakosits | EUN    | Anatoli Asrabajev | TCH   | Luboš Račanský |
| 1996   | CHN  | Yang Ling        | CHN    | Xiao Jun          | CZE   | Miroslav Januš |
| 2000   | CHN  | Yang Ling        | MDA    | Oleg Moldovan     | CHN   | Niu Zhiyuan    |
| 2004   | GER  | Manfred Kurzer   | RUS    | Aleksandr Blinov  | RUS   | Dmitri Lykin   |

Meervoudige medaillewinnaars
| Succesvolste    |
| --------------- |
| 2-0-0 Yang Ling |

#### Dubbeltrap
| Editie | Goud | Goud             | Zilver | Zilver                     | Brons | Brons            |
| ------ | ---- | ---------------- | ------ | -------------------------- | ----- | ---------------- |
| 1996   | AUS  | Russell Mark     | ITA    | Albano Pera                | CHN   | Zhang Bing       |
| 2000   | GBR  | Richard Faulds   | AUS    | Russell Mark               | KUW   | Fehaid Aldeehani |
| 2004   | UAE  | Ahmed Al-Maktoum | IND    | Rajyavardhan Singh Rathore | CHN   | Wang Zheng       |
| 2008   | USA  | Walton Eller     | ITA    | Francesco D'Aniello        | CHN   | Binyan Hu        |
| 2012   | GBR  | Peter Wilson     | SWE    | Håkan Dahlby               | RUS   | Vasily Mosin     |
| 2016   | IOA  | Fehaid Aldeehani | ITA    | Marco Innocenti            | GBR   | Steven Scott     |

| Land | Goud | Zilver | Brons |
| ---- | ---- | ------ | ----- |
| GBR  | 2    | 0      | 1     |
| AUS  | 1    | 1      | 0     |
| UAE  | 1    | 0      | 0     |
| USA  | 1    | 0      | 0     |
| IOA  | 1    | 0      | 0     |
| ITA  | 0    | 3      | 0     |
| IND  | 0    | 1      | 0     |
| SWE  | 0    | 1      | 0     |
| CHN  | 0    | 0      | 3     |
| KUW  | 0    | 0      | 1     |
| RUS  | 0    | 0      | 1     |

Meervoudige medaillewinnaars
| Succesvolste                              | Meervoudige |
| ----------------------------------------- | ----------- |
| 1-1-0 Russell Mark 1-0-1 Fehaid Aldeehani |             |

### Vrouwen

#### Dubbeltrap
| Editie | Goud | Goud           | Zilver | Zilver            | Brons | Brons              |
| ------ | ---- | -------------- | ------ | ----------------- | ----- | ------------------ |
| 1996   | USA  | Kimberly Rhode | GER    | Susanne Kiermayer | AUS   | Deserie Huddleston |
| 2000   | SWE  | Pia Hansen     | ITA    | Deborah Gelisio   | USA   | Kimberly Rhode     |
| 2004   | USA  | Kimberly Rhode | KOR    | Lee Bo-na         | CHN   | Gao E              |

Meervoudige medaillewinnaars
| Succesvolste         |
| -------------------- |
| 2-0-1 Kimberly Rhode |

Athene 1896 · 
Parijs 1900 · 
Londen 1908 · 
Stockholm 1912 · 
Antwerpen 1920 · 
Parijs 1924 · 
Los Angeles 1932 · 
Berlijn 1936 · 
Londen 1948 · 
Helsinki 1952 · 
Melbourne 1956 · 
Rome 1960 · 
Tokio 1964 · 
Mexico-stad 1968 · 
München 1972 · 
Montréal 1976 · 
Moskou 1980 · 
Los Angeles 1984 · 
Seoel 1988 · 
Barcelona 1992 · 
Atlanta 1996 · 
Sydney 2000 · 
Athene 2004 · 
Peking 2008 · 
Londen 2012 · 
Rio de Janeiro 2016 ·
Tokio 2020 ·
Parijs 2024 ·
Los Angeles 2028
Medaillewinnaars